# Unterseeboot UC-34
Pour les autres navires du même nom, voir Unterseeboot 34.
L'Unterseeboot UC-34 est un sous-marin (U-Boot) mouilleur de mines allemand de type UC II utilisé par la Kaiserliche Marine pendant la Première Guerre mondiale. Le U-boot a été commandé le 20 novembre 1915 et lancé le 6 mai 1916. Il a été mis en service dans la marine impériale allemande le 25 septembre 1916 sous le nom de UC-34.  En neuf patrouilles, l'UC-34 a coulé 21 navires, soit par ses torpilles, soit par les mines qu’il a posées.
Le 30 décembre 1917, sous le commandement de l'Oberleutnant zur See Horst Obermüller, l'UC-34 torpille le navire de transport de troupes britannique HMT Aragon au large du port d’Alexandrie,. L’escorteur de l'Aragon, le destroyer HMS Attack, a sauvé 300 à 400 survivants, mais l'UC-34 l’a également torpillé et coulé. Sur les 2500 personnes qui se trouvaient à bord de l’Aragon, 610 ont été tuées,.
L'UC-34 fut sabordé à Pola le 28 octobre 1918 lors de la capitulation de l’Autriche-Hongrie.

## Conception
Sous-marin de type UC II, l'UC-34 avait un déplacement de 427 tonnes en surface et de 509 tonnes en plongée. Il avait une longueur hors tout de 50,34 m, un maître-bau de 5,22 m et un tirant d'eau de 3,65 m. Le sous-marin était propulsé par deux moteurs diesel 6 cylindres à quatre temps produisant chacun 300 ch (220 kW), soit un total de 600 ch (440 kW), et par deux moteurs électriques produisant 460 ch (340 kW), actionnant deux arbres d'hélice.
Le sous-marin avait une vitesse maximale de 11,9 nœuds (22,0 km/h) en surface et de 6,6 nœuds (12,2 km/h) en immersion. Son autonomie était de 10180 milles marins (18850 km) à 7 nœuds (13 km/h) en surface, et de 60 milles marins (110 km) à 4 nœuds (7,4 km/h) en immersion. Il lui fallait 48 secondes pour plonger, et il était capable d’opérer à une profondeur maximale de 50 mètres.
L'UC-34 était équipé de trois tubes lance-torpilles de 500 mm, un à l’arrière et deux à l’avant, avec sept torpilles, et d’un canon de pont de 8,8 cm SK L/30. Mais son arme principale était ses six puits de mine de 1000 mm portant dix-huit mines UC 200. Son effectif était de vingt-six membres d’équipage.

## Affectations
- Flottille de Pola / Mittelmeer / Mittelmeer II : du 8 janvier 1917 au 30 octobre 1918

## Commandants
- Oberleutnant zur See Robert Sprenger : du 26 septembre 1916 au 15 juillet 1917
- Oblt.z.S. Horst Obermüller : 16 juillet 1917 au 14 juillet 1918
- Oblt.z.S. Hans Schüler : du 15 juillet au 30 octobre 1918

## Navires coulés
| Date              | Nom                | Nationalité      | Tonnage | Destin    |
| ----------------- | ------------------ | ---------------- | ------- | --------- |
| 27 décembre 1916  | Maud               | France           | 176     | Coulé     |
| 28 décembre 1916  | Seedonis           | Empire russe     | 284     | Coulé     |
| 6 avril 1917      | Rahmanich          | Égypte           | 100     | Coulé     |
| 6 avril 1917      | Spithead           | United Kingdom   | 4697    | Coulé     |
| 8 avril 1917      | Geilan Bahri       | United Kingdom   | 19      | Coulé     |
| 10 avril 1917     | Fotis              | Grèce            | 3526    | Endommagé |
| 11 avril 1917     | Imperial Transport | United Kingdom   | 4648    | Coulé     |
| 4 mai 1917        | Caméléon           | France           | 179     | Coulé     |
| 31 mai 1917       | Ozarda             | United Kingdom   | 4791    | Endommagé |
| 2 juin 1917       | Cameronian         | United Kingdom   | 5861    | Coulé     |
| 7 juin 1917       | Liliana            | Royaume d'Italie | 70      | Coulé     |
| 30 juin 1917      | Calédonien         | France           | 4140    | Coulé     |
| 13 septembre 1917 | Bengali            | United Kingdom   | 5684    | Endommagé |
| 25 octobre 1917   | Euston             | United Kingdom   | 2841    | Coulé     |
| 12 novembre 1917  | Barbary            | United Kingdom   | 4185    | Coulé     |
| 30 décembre 1917  | HMT Aragon         | Royal Navy       | 9588    | Coulé     |
| 30 décembre 1917  | HMS Attack         | Royal Navy       | 785     | Coulé     |
| 31 décembre 1917  | HMS Osmanieh       | Royal Navy       | 4041    | Coulé     |
| 8 avril 1918      | Bengali            | United Kingdom   | 5684    | Coulé     |
| 9 avril 1918      | Vasconia           | Norvège          | 3052    | Coulé     |
| 1 août 1918       | Columbia           | Danemark         | 5570    | Coulé     |
| 6 août 1918       | Clan Macneil       | United Kingdom   | 3939    | Coulé     |
| 10 août 1918      | Patra              | France           | 45      | Coulé     |
| 10 août 1918      | Tatarrax           | United Kingdom   | 6216    | Coulé     |